# Real Club Deportivo de La Coruña Fabril
El Real Club Deportivo de La Coruña Fabril es el equipo filial de fútbol del Real Club Deportivo de La Coruña. Fue fundado en 1914 como un club independiente y actualmente milita en Segunda Federación. Juega sus partidos como local en el campo principal de la Ciudad Deportiva de Abegondo.
Fundado en 1914 como club independiente, en 1948 firmó un convenio de filiación con el Deportivo, convirtiéndose posteriormente en su club filial en 1963. En 1993, tras cambios en la normativa legal referente a los filiales, desparece como club y se convierte en equipo dependiente del Deportivo, quedando plenamente integrado en su estructura.
El equipo ha jugado 28 temporadas en la tercera categoría del fútbol español, 17 de ellas en Tercera División entre 1954 y 1972, consiguiendo el subcampeonato en la temporada 1963-64, y las 11 restantes en Segunda División B. En la temporada 2017-18 fue subcampeón del Grupo I de Segunda B, siendo el equipo filial español mejor clasificado en esa temporada.

## Historia
El Fabril Foot-ball Club fue fundado en 1914 por el dueño de una fábrica textil situada en el barrio de Cuatro Caminos, en La Coruña. Su uniforme original estaba formado por una camiseta de rayas verticales azulgranas y un pantalón negro. En esa etapa, destaca la presencia de Ramón González en el equipo fabrilista.
Durante los años treinta y cuarenta, el club participa en las divisiones más modestas de la ciudad herculina. En 1941, es obligado a eliminar los extranjerismos de su nombre por las leyes franquistas, cambiando su nombre por el de Fabril Sociedad Deportiva.
En 1948, el club firma un convenio de asociación con el Deportivo de La Coruña y empieza a participar en la Serie A. En 1953-54 el Fabril, donde jugaba Luis Suárez, ganó al Celta Turista en la final del campeonato gallego aficionado. Fue el primer equipo de La Coruña en ganar dicho torneo. Ese mismo año el Fabril ascendió a Tercera división, tras proclamarse campeón de la Serie A.
Entre finales de los cincuenta y principios de los sesenta el Fabril se ve inmerso en una dura crisis económica. En 1963 el Deportivo de La Coruña firma un acuerdo por el cual el Fabril se convierte en su equipo filial a cambio de que el club mantuviese el nombre de Fabril y que el Deportivo asumiese todas sus deudas. El Fabril se fusiona con el otro club de la ciudad asociado al Real Club Deportivo, el Club Deportivo Juvenil, y de esa fusión nace el Fabril Deportivo. La equipación y los colores del escudo pasan de azuloscurograna a blanquiazuloscuro.
En la temporada 1963-64 el club juega la promoción de ascenso a Segunda división, pero no la gana.
Tras distintos cambios de categoría durante las décadas siguientes, en 1991 el Fabril consigue el ascenso a Segunda división B con Paco Melo como entrenador, quien más tarde fue segundo entrenador del primer equipo del Deportivo durante la "era Irureta".
En 1993 se firma un acuerdo entre el Deportivo y los diez socios miembros del Fabril. Motivado por la nueva normativa legal referente a los equipos filiales, el Fabril desaparece como club y se convierte en un equipo dependiente del Deportivo con la denominación Real Club Deportivo de La Coruña B. En las temporadas 1996-97 y 1997-98 el Fabril juega la liguilla de ascenso a Segunda división, pero no resulta vencedor en ninguna de las dos ocasiones.

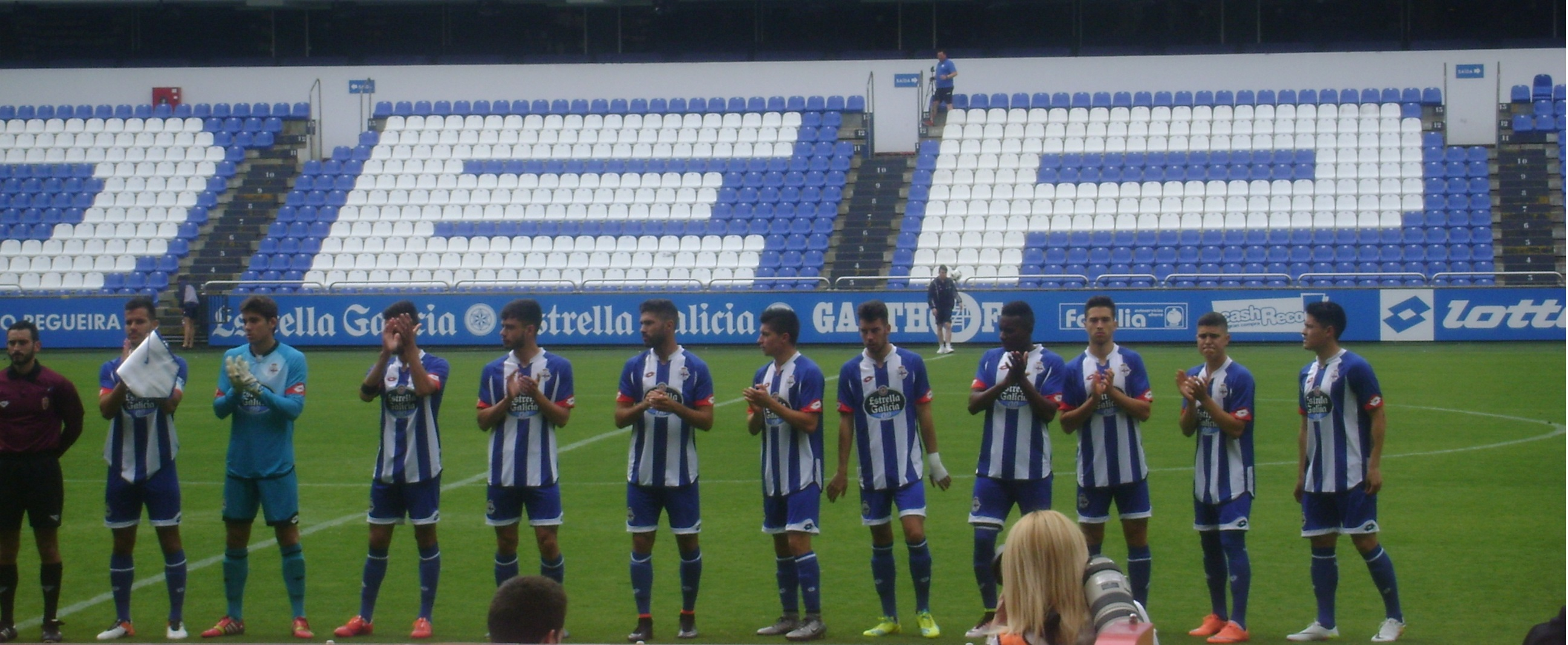
Jugadores del Fabril en 2016.

El club retorna a Tercera división en 1999. En 2005-06 resulta campeón de la categoría, pero no logra el ascenso. En 2006-07 vuelve a ser campeón de la categoría, y en este caso sí que consigue subir a Segunda B tras eliminar al Don Benito en la fase de ascenso.

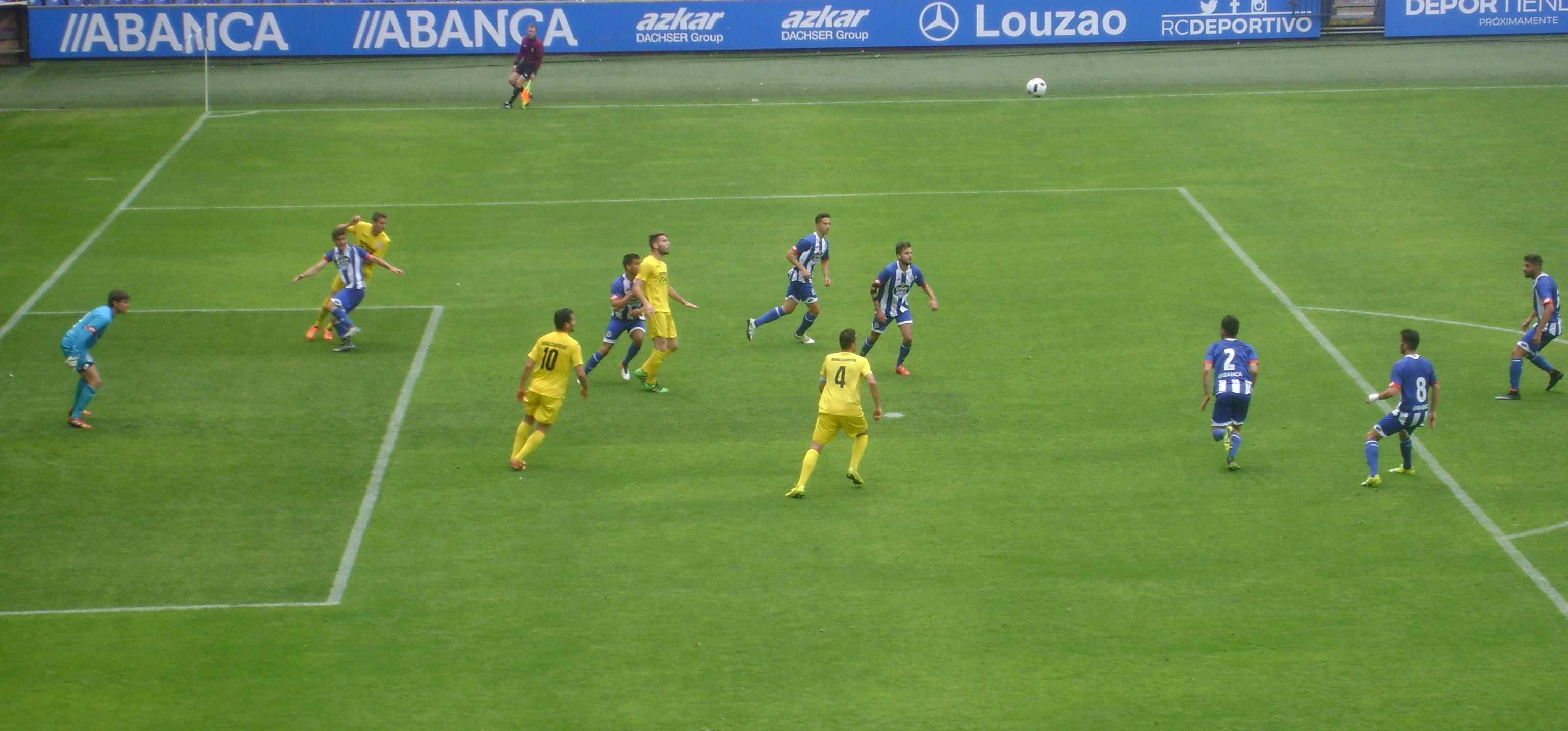
Encuentro disputado entre el Deportivo de La Coruña B y el CDA Navalcarnero.

En 2007-08, primera temporada después de su último ascenso, resulta 4.º y queda clasificado para la promoción de ascenso a Segunda División. pero no lo consigue. En 2008-09 queda 17.º, puesto que le lleva directamente a Tercera División. En la siguiente temporada, la 2009-10, vuelve a ser campeón de Tercera, a tres jornadas del final y consigue el ascenso a 2.ª División B. Fue en una eliminatoria contra el Burgos C.F. en los penaltis en Riazor. Pero en la temporada 2010-11 vuelve a descender a Tercera División.
En la temporada 2012/13 acaba 4.º en la fase regular y queda clasificado para disputar la promoción de ascenso a 2.ªB. Tras superar las dos primeras eliminatorias contra el U.E. Cornellá y el C.D. Tuilla, el Fabril no consigue superar la eliminatoria definitiva contra el C.D. El Palo.
El 10 de julio de 2017 la Real Federación Española de Fútbol aprobó la solicitud del Deportivo para que su filial pasara a denominarse oficilamente Real Club Deportivo Fabril.
Finalmente el 23 de abril de 2023 el Real Club Deportivo Fabril asciende a Segunda Federación, con ascenso directo ganando 0-1 a O Barco y así subiendo como primero de grupo.

## Estadio
El estadio, El Mundo del Fútbol, con capacidad para 3000 personas, está situado en Abegondo, La Coruña.

## Datos del club
- Entrenador: Juan Carlos Valerón
- Temporadas en 2.ª: 0
- Temporadas en 2.ªB: 11
- Temporadas en 3.ª: 50 (incluida la 2020-21)
- Mejor puesto en la liga: 2.º (2.ª B, temporada 2017-18)
- Participaciones en la Copa del Rey: 3
- Mejor puesto en la Copa del Rey: 3.ª ronda (1969-70 y 1978-79)

## Jugadores y cuerpo técnico

### Altas y bajas 2020 / 2021
| Altas                |                    |                        |                  |       |
| Jugador              | Posición           | Equipo de procedencia  | Tipo             | Coste |
| Alberto Sánchez      | Portero            | RC Deportivo Juvenil A | Sube del juvenil | ---   |
| Álvaro Yuste         | Central            | RC Deportivo Juvenil A | Sube del juvenil | ---   |
| Iván Guerrero        | Lateral izquierdo  | RC Deportivo Juvenil A | Sube del juvenil | ---   |
| Miguel Ángel Prendes | Mediocentro        | RC Deportivo Juvenil A | Sube del juvenil | ---   |
| Jorge Sarmiento      | Mediocentro        | RC Deportivo Juvenil A | Sube del juvenil | ---   |
| Álex Barba           | Mediocentro        | RC Deportivo Juvenil A | Sube del juvenil | ---   |
| Pablo Brea           | Portero            | Coruxo FC              | Fin de cesión    | ---   |
| Íñigo Reinoso        | Lateral izquierdo  | CSD Arzúa              | Fin de cesión    | ---   |
| Israel Pérez         | Lateral derecho    | CSD Arzúa              | Fin de cesión    | ---   |
| Alejandro Boedo      | Interior izquierdo | Marino de Luanco       | Fin de cesión    | ---   |
| Víctor Guedes        | Mediapunta         | CSD Arzúa              | Fin de cesión    | ---   |
| Álex Pérez           | Extremo            | CSD Arzúa              | Fin de cesión    | ---   |
| Manu Mosquera        | Extremo derecho    | Extremadura UD         | Fin de cesión    | ---   |
| Adri Castro          | Delantero centro   | Ourense CF             | Fin de cesión    | ---   |
| David Suárez         | Defensa central    | CD Arenteiro           | Libre            | ---   |
| Javi Sanmartín       | Centrocampista     | Racing de Ferrol       | Libre            | ---   |
| Raúl Pescador        | Interior           | Getafe B               | Libre            | ---   |
| Rayco Rodríguez      | Extremo derecho    | Polvorín FC            | Libre            | ---   |
| Juan Cambón          | Delantero centro   | CD As Pontes           | Libre            | ---   |

| Bajas              |                   |                      |                       |       |
| Jugador            | Posición          | Equipo de destino    | Tipo                  | Coste |
| Álex Cobo          | Portero           | Arosa SC             | Fin de contrato       | ---   |
| Viorel Boian       | Portero           | Olímpic de Xàtiva    | Fin de contrato       | ---   |
| Mujaid Sadick      | Central           | RC Deportivo         | Sube al primer equipo | ---   |
| Tomás Bourdal      | Central           | Talavera CF          | Fin de contrato       | ---   |
| Iago Parga         | Central           | SCR Peña Deportiva   | Fin de contrato       | ---   |
| Martí Vilà         | Lateral izquierdo | Andorra CF           | Fin de contrato       | ---   |
| Jorge Valín        | Lateral derecho   | RC Deportivo         | Sube al primer equipo | ---   |
| Víctor Eimil       | Lateral derecho   | CD Arenteiro         | Fin de contrato       | ---   |
| Yago Gandoy        | Mediocentro       | RC Deportivo         | Sube al primer equipo | ---   |
| Youssouf Yalike    | Mediocentro       | CD Eldense           | Fin de contrato       | ---   |
| Aarón Sánchez      | Interior          | SCR Peña Deportiva   | Libre                 | ---   |
| David Sánchez      | Mediapunta        | Hércules CF          | Fin de contrato       | ---   |
| Iago Novo          | Mediapunta        | Polvorín FC          | Fin de contrato       | ---   |
| Yevhen Pidlepenets | Extremo derecho   | Metalurg Zaporizhia  | Fin de contrato       | ---   |
| Mario Losada       | Delantero centro  | Las Rozas CF         | Fin de contrato       | ---   |
| Pedro Martelo      | Delantero centro  | FC Paços de Ferreira | Fin de contrato       | ---   |
| Jawed Boumeddane   | Delantero centro  | Bandera de ?         | Fin de contrato       | ---   |
| Diego Villares     | Mediapunta        | RC Deportivo         | Sube al primer equipo | ---   |
| Rayco Rodríguez    | Extremo           | RC Deportivo         | Sube al primer equipo | ---   |

## Trayectoria
| Temporada | Categoría                                       | puesto | Copa                                                    | Notas                                        |
| --------- | ----------------------------------------------- | ------ | ------------------------------------------------------- | -------------------------------------------- |
| 1940/41   | 1ª División de Modestos de La Coruña - Grupo 2º | 5º     |                                                         |                                              |
| 1941/42   | 1ª División de Modestos de La Coruña - Grupo 1º | 6º     |                                                         |                                              |
| 1942/43   | 2ª División de Modestos de La Coruña - Grupo 2º | 5º     |                                                         |                                              |
| 1943/44   | 2ª División de Modestos de La Coruña - Grupo 1º | 3º     |                                                         |                                              |
| 1943/44   | 2ª División de Modestos de La Coruña            | 3º     | Gana la promoción de ascenso                            |                                              |
| 1944/45   | 1ª División de Modestos de La Coruña            | 8º     |                                                         | Gana la promoción de permanencia             |
| 1945/46   | 1ª División de Modestos de La Coruña            | 5º     |                                                         |                                              |
| 1946/47   | 1ª División de Modestos de La Coruña            | 5º     |                                                         |                                              |
| 1947/48   | Serie A Regional de Galicia - Grupo Norte       | 3.º    |                                                         |                                              |
| 1948/49   | Serie A Regional de Galicia - Grupo Norte       | 3.º    |                                                         | Subcampeón de Galicia de Aficionados         |
| 1949/50   | Serie A Regional de Galicia - Grupo Norte       | 5.º    |                                                         | Subcampeón de Galicia de Aficionados         |
| 1950/51   | Serie A Regional de Galicia - Grupo Norte       | 1.º    |                                                         | 1/8 Campeonato Gallego de Aficionados        |
| 1950/51   | Serie A Regional de Galicia                     | 2.º    |                                                         | 1/8 Campeonato Gallego de Aficionados        |
| 1951/52   | Serie A Regional de Galicia - Grupo Norte       | 6.º    |                                                         | 1/4 Campeonato Gallego de Aficionados        |
| 1952/53   | Serie A Regional de Galicia - Grupo Norte       | 8.º    |                                                         |                                              |
| 1953/54   | Serie A Regional de Galicia - Grupo Norte       | 1.º    |                                                         | Campeón de Galicia de Aficionados            |
| 1953/54   | Serie A Regional de Galicia                     | 1.º    | Renuncia a jugar el Campeonato de España de Aficionados |                                              |
| 1954/55   | 3.ª División                                    | 7.º    |                                                         |                                              |
| 1955/56   | 3.ª División                                    | 7.º    |                                                         |                                              |
| 1956/57   | 3.ª División                                    | 8.º    |                                                         |                                              |
| 1957/58   | 3.ª División                                    | 7.º    |                                                         |                                              |
| 1958/59   | 3.ª División                                    | 13.º   |                                                         |                                              |
| 1959/60   | 3.ª División                                    | 11.º   |                                                         |                                              |
| 1960/61   | 3.ª División                                    | 12.º   |                                                         |                                              |
| 1961/62   | 3.ª División                                    | 8.º    |                                                         |                                              |
| 1962/63   | 3.ª División                                    | 8.º    |                                                         | Subcampeón de la Copa Galicia                |
| 1963/64   | 3.ª División                                    | 2.º    |                                                         | Juega la promoción de ascenso a 2.ª División |
| 1964/65   | 3.ª División                                    | 4.º    |                                                         |                                              |
| 1965/66   | 3.ª División                                    | 6.º    |                                                         |                                              |
| 1966/67   | 3.ª División                                    | 5.º    |                                                         | 1/4 Copa Galicia                             |
| 1967/68   | 3.ª División                                    | 3.º    |                                                         | 1/4 Copa Galicia                             |
| 1968/69   | 3.ª División                                    | 9.º    |                                                         |                                              |
| 1969/70   | 3.ª División                                    | 11.º   | 3.ª ronda                                               |                                              |
| 1970/71   | Serie A Regional de Galicia                     | 2.º    |                                                         |                                              |
| 1971/72   | 3.ª División                                    | 19.º   | 2ª ronda                                                |                                              |
| 1972/73   | Serie A Regional de Galicia                     | 5.º    |                                                         |                                              |
| 1973/74   | Serie A Regional de Galicia                     | 5.º    |                                                         |                                              |
| 1974/75   | Serie A Regional de Galicia                     | 5.º    |                                                         |                                              |
| 1975/76   | Serie A Regional de Galicia                     | 6.º    |                                                         |                                              |
| 1976/77   | Serie A Regional de Galicia                     | 1.º    |                                                         |                                              |
| 1977/78   | 3.ª División                                    | 6.º    | 2ª ronda                                                |                                              |
| 1978/79   | 3.ª División                                    | 17.º   | 3.ª ronda                                               |                                              |
| 1979/80   | 3.ª División                                    | 16.º   | 1.ª ronda                                               |                                              |
| 1980/81   | 3.ª División                                    | 10.º   |                                                         |                                              |
| 1981/82   | 3.ª División                                    | 11.º   |                                                         |                                              |
| 1982/83   | 3.ª División                                    | 7.º    |                                                         |                                              |
| 1983/84   | 3.ª División                                    | 3.º    |                                                         |                                              |
| 1984/85   | 3.ª División                                    | 10.º   | 1.ª ronda                                               |                                              |
| 1985/86   | 3.ª División                                    | 3.º    |                                                         |                                              |
| 1986/87   | 3.ª División                                    | 11.º   | 1.ª ronda                                               |                                              |
| 1987/88   | 3.ª División                                    | 6.º    |                                                         |                                              |
| 1988/89   | 3.ª División                                    | 5.º    |                                                         | Semifinalista de la Copa Galicia             |
| 1989/90   | 3.ª División                                    | 2.º    |                                                         |                                              |
| 1990/91   | 3.ª División                                    | 4.º    |                                                         |                                              |
| 1991/92   | 2.ª B                                           | 18.º   |                                                         |                                              |
| 1992/93   | 3.ª División                                    | 5.º    |                                                         |                                              |
| 1993/94   | 3.ª División                                    | 2.º    |                                                         |                                              |
| 1994/95   | 3.ª División                                    | 4.º    |                                                         |                                              |
| 1995/96   | 2.ª B                                           | 5.º    |                                                         | 1/8 Copa Federación                          |
| 1996/97   | 2.ª B                                           | 4.º    |                                                         | Juega la fase de ascenso a 2.ª División      |
| 1997/98   | 2.ª B                                           | 3.º    |                                                         | Juega la fase de ascenso a 2.ª División      |
| 1998/99   | 2.ª B                                           | 17.º   |                                                         |                                              |
| 1999/00   | 3.ª División                                    | 2.º    |                                                         |                                              |
| 2000/01   | 2.ª B                                           | 20.º   |                                                         |                                              |
| 2001/02   | 3.ª División                                    | 9.º    |                                                         |                                              |
| 2002/03   | 3.ª División                                    | 2.º    |                                                         |                                              |
| 2003/04   | 3.ª División                                    | 3.º    |                                                         | Juega la fase de ascenso a 2.ª B             |
| 2004/05   | 3.ª División                                    | 8.º    |                                                         |                                              |
| 2005/06   | 3.ª División                                    | 1.º    |                                                         |                                              |
| 2006/07   | 3.ª División                                    | 1.º    |                                                         |                                              |
| 2007/08   | 2.ª B                                           | 4.º    |                                                         | Juega la fase de ascenso a 2.ª División      |
| 2008/09   | 2.ª B                                           | 17.º   |                                                         | 1/4 Copa Galiza                              |
| 2009/10   | 3.ª División                                    | 1.º    |                                                         | Juega la fase de ascenso a 2.ª B             |
| 2010/11   | 2.ª B                                           | 17.º   |                                                         |                                              |
| 2011/12   | 3.ª División                                    | 6.º    |                                                         |                                              |
| 2012/13   | 3.ª División                                    | 4.º    |                                                         | Juega la fase de ascenso a 2.ª B             |
| 2013/14   | 3.ª División                                    | 9.º    |                                                         |                                              |
| 2014/15   | 3.ª División                                    | 2.º    |                                                         | Juega la fase de ascenso a 2.ª B             |
| 2015/16   | 3.ª División                                    | 3.º    |                                                         | Juega la fase de ascenso a 2.ª B             |
| 2016/17   | 3.ª División                                    | 1.º    |                                                         |                                              |
| 2017/18   | 2.ª B                                           | 2.º    |                                                         | Juega la fase de ascenso a 2.ª División      |
| 2018/19   | 2.ª B                                           | 20.º   |                                                         |                                              |
| 2019/20   | 3.ª División                                    | 7.º    |                                                         |                                              |
| 2020/21   | 3.ª División                                    | 5.º    |                                                         | Juega la fase de ascenso a 2.ª RFEF          |
| 2021/22   | 3.ª RFEF                                        | 5.º    |                                                         | Juega la fase de ascenso a 2.ª RFEF          |
| 2021/22   | 3.ª RFEF                                        | 1.º    |                                                         |                                              |

## Palmarés

### Torneos regionales
- Campeonato gallego de aficionados (1): 1953-54
- Serie A regional de Galicia (2): 1953-54, 1976-77
- Fase Autonómica Gallega de la Copa RFEF: 1995/96

### Torneos nacionales
- Tercera división española (Grupo I) (4): 2005-06, 2006-07, 2009-10, 2016-17.
- Subcampeón de la Tercera división española (Grupo I) (6): 1963-64, 1989-90, 1993-94, 1999-00, 2002-03, 2014-15
- Tercera Federación (Grupo I) (1): 2022-23

### Torneos amistosos
- Copa Diputación Provincial (4): 1994, 1997, 2001,[7] 2019
- Torneo Victoria - Memorial Moncho Rivera (2): 2011, 2013
- Trofeo de Silleda (1): 2008[8]
- Memorial Óscar Muiño ('tres en uno' de Conxo) (1):  2008[9]
- 75 Aniversario del Sporting Coruñés (1): 2009[10]
- Trofeo Sporting Sada (1): 2009[11]
- Trofeo Ciudad de Betanzos (6):  1979, 1992, 1995, 1997, 2009, 2021,[12] 2023[13]
- Trofeo Santiago Apóstol – VI Memorial Lisardo Campos (1): 2010[14]
- Trofeo 'tres en uno' en Vimianzo (1): 2010[15]
- Trofeo Concello de Cedeira (1): 2010[16]
- Inauguración Campo Novo de Curtis (1): 2010
- 50 Aniversario de Maravillas  (1): 2011[17]
- Memorial Manolo Martín (1): 2012
- Trofeo President (1): 2013
- Memorial Luis de Carlos (1): 2015
- Trofeo Vila de Foz (1): 2015
- Torneo 'tres en uno' en Viveiro (1):  2017
- Trofeo Santa Marta (1):  2019[18]
- Memorial Lisardo Campos (1) 2021[19]
- Trofeo Vila de As Pontes (1) 2022[20][21]